# Tiago Targino
 (juillet 2023).
La mise en forme du texte ne suit pas les recommandations de Wikipédia : il faut le « wikifier ».
Les points d'amélioration suivants sont les cas les plus fréquents. Le détail des points à revoir est peut-être précisé sur la page de discussion.
- Les titres sont pré-formatés par le logiciel. Ils ne sont ni en capitales, ni en gras.
- Le texte ne doit pas être écrit en capitales (les noms de famille non plus), ni en gras, ni en italique, ni en « petit »…
- Le gras n'est utilisé que pour surligner le titre de l'article dans l'introduction, une seule fois.
- L'italique est rarement utilisé : mots en langue étrangère, titres d'œuvres, noms de bateaux, etc.
- Les citations ne sont pas en italique mais en corps de texte normal. Elles sont entourées par des guillemets français : « et ».
- Les listes à puces sont à éviter, des paragraphes rédigés étant largement préférés. Les tableaux sont à réserver à la présentation de données structurées (résultats, etc.).
- Les appels de note de bas de page (petits chiffres en exposant, introduits par l'outil «  Source ») sont à placer entre la fin de phrase et le point final[comme ça].
- Les liens internes (vers d'autres articles de Wikipédia) sont à choisir avec parcimonie. Créez des liens vers des articles approfondissant le sujet. Les termes génériques sans rapport avec le sujet sont à éviter, ainsi que les répétitions de liens vers un même terme.
- Les liens externes sont à placer uniquement dans une section « Liens externes », à la fin de l'article. Ces liens sont à choisir avec parcimonie suivant les règles définies. Si un lien sert de source à l'article, son insertion dans le texte est à faire par les notes de bas de page.
- La présentation des références doit suivre les conventions bibliographiques. Il est recommandé d'utiliser les modèles {{Ouvrage}}, {{Chapitre}}, {{Article}}, {{Lien web}} et/ou {{Bibliographie}}. Le mode d'édition visuel peut mettre en forme automatiquement les références.
- Insérer une infobox (cadre d'informations à droite) n'est pas obligatoire pour parachever la mise en page.

Pour une aide détaillée, merci de consulter Aide:Wikification.
Si vous pensez que ces points ont été résolus, vous pouvez retirer ce bandeau et améliorer la mise en forme d'un autre article.
Tiago João Targino da Silva (né le 6 juin 1986), connu sous le nom de Targino, est un ancien footballeur professionnel portugais qui a joué comme ailier.

## Carrière en club
Targino est né à Beja, Alentejo. Fils d'un Brésilien qui a joué dans de nombreux clubs portugais tels que CD Beja, Portimonense Sporting Clube et Sporting Clube Olhanense,, il a commencé sa carrière professionnelle en 2004 avec Vitória de Guimarães, après avoir rejoint leur académie de jeunes deux ans auparavant. Il a fait ses débuts en Liga Portugal Betclic le 12 décembre 2004 lors d'une victoire 3-1 à l'extérieur contre le Futebol Cube de Penafiel  et a terminé sa première saison avec deux buts, notamment lors d'une victoire 1-0 à domicile contre le Sport Clube Beira-Mar où il a marqué à la 90e minute,.
En janvier 2008, Targino a été prêté au Manisaspor de la Süper Lig turque. Il avait commencé la campagne avec Vitória, remportant une défaite 1-0 à domicile contre le Clube Desportivo Nacional le 17 septembre 2007, mais a reçu relativement peu de temps de jeu,.
Le 11 juillet 2008, Targino a de nouveau été prêté, rejoignant l'équipe danoise Superligaen Randers Football Club,. Il a fait ses débuts en championnat contre Brøndby IF en tant que remplaçant tardif dans une victoire 3-0 à l'extérieur,, venant à nouveau du banc lors du prochain match avec le Football Club Nordsjælland. Après que son coéquipier Mikkel Beckmann se soit blessé contre le Football Club Midtjylland, il figurait dans la formation de départ les trois matches suivants, en tant qu'ailier droit. Il a marqué son seul but le 19 avril 2009, lors d'une victoire 2-0 contre le même adversaire.
Targino est revenu à Guimarães pour 2009-10 mais, au milieu de la saison, a subi une grave blessure au ligament croisé qui l'a mis hors de combat pendant près d'un an,. Le 8 novembre 2010, lors de sa deuxième apparition après son retour, il est sorti du banc et a marqué deux fois pour aider son équipe à revenir par derrière pour gagner 3-2 au Sporting Clube de Portugal, la première victoire du club du Minho à Lisbonne en 14 ans,.
La dernière saison de Targino dans l'élite portugaise était 2012-13, avec Olhanense. Ce qui suit a été passé dans le championnat de Chypre de football avec AEL Limassol après avoir quitté l'Algarve en raison de salaires impayés et, par la suite, de l'âge de 28 ans jusqu'à sa retraite, il a joué principalement dans les ligues amateurs portugaises, avec un bref passage dans la Primera Divisió andorrane également,,.

## Carrière internationale
Le 11 septembre 2007, Targino a remporté sa première cape pour le Portugal au niveau des moins de 21 ans, lorsqu'il a remplacé Paulo Machado au début de la seconde mi-temps d'une éventuelle victoire 4-0 contre le Monténégro lors des éliminatoires du Championnat d'Europe de l'UEFA 2009. Le mois suivant, contre le même adversaire et dans le même stade, il inscrit son unique but (victoire 2-1 à Podgorica).